# 埃里希·馮·德里加爾斯基
埃里希·達戈貝特·馮·德里加爾斯基（德語：Erich Dagobert von Drygalski，1865年2月9日—1949年1月10日）是德國地理學家、地球物理學家及極地科學家。生於德國普魯士省柯尼斯堡。
1882年至1887年間，德里加爾斯基曾於萊比錫、柏林、波昂和柯尼斯堡等大學修讀數學和自然科學。他以北歐的冰層為博士論文主題。1888年至1891年，他是柏林國際大地測量中央辦公室的助理。
德里加爾斯基在1891年至1893年間領導了兩次遠征，皆由柏林的地球科學協會出資贊助。1892年至1893年間，德里加爾斯基曾在西格陵蘭過冬。1889年，他因收集許多地理學和地球物理的科學證據，而獲得特許任教資格。1898年，德里加爾斯基成為副教授。1899年，成為特聘教授。

## 高斯號遠征

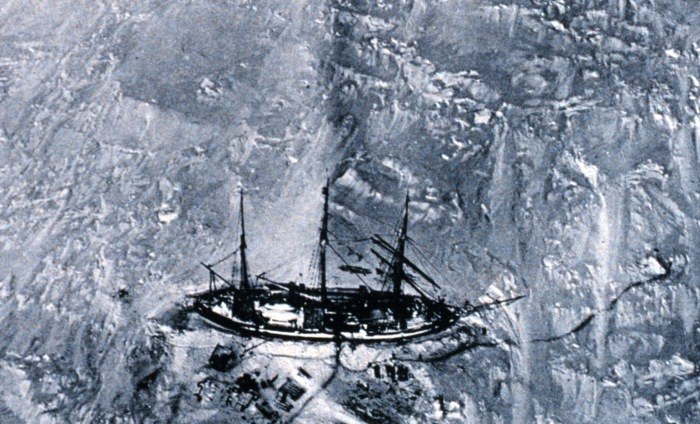
由探空氣球所拍攝的高斯號，是第一章南極洲航拍照片

德里加爾斯基搭乘高斯號領導第一次德國南極遠征，探索凱爾蓋朗群島南方南及大陸的未知地區。1901年8月11日，高斯號從基爾出發。一部分探險隊在凱爾蓋朗群島駐紮，其餘主要隊員則繼續往南。德里加爾斯基號召隊員在赫德島上展開全面性的地質、植物相和動物相調查。儘管從1903年2月被浮冰困在當地已有14個月，他們仍發現了新的南極洲地區，凱撒·威廉二世地和高斯堡火山。德里加爾斯基也是第一個在南極洲使用探空氣球的人。

## 晚年
直到1906年10月德里加爾斯基退休為止，他一直是慕尼黑大學的教授。他也主持一所自己建立的地理機構直至過世。1910年，他參與了斐迪南·馮·齊柏林的斯瓦巴遠征、北美洲和東北亞探險之旅。1949年，德里加爾斯基於慕尼黑過世。

## 外部連結
- 生平（页面存档备份，存于）
- THE SIEGE OF THE SOUTH POLE （页面存档备份，存于）
- THE SOUTH POLAR EXPEDITIONS （页面存档备份，存于）